# Halloy-lès-Pernois

Halloy-lès-Pernois este o comună în departamentul Somme, Franța. În 1 ianuarie 2022 avea o populație de 325 de locuitori.